# Ізгрев (Сливенська область)
І́згрев (болг. Изгрев) — село в Сливенській області Болгарії. Входить до складу общини Сливен.

## Населення
За даними перепису населення 2011 року у селі проживали 94 особи.
Національний склад населення села:
| Національність   | Кількість осіб | Відсоток |
| ---------------- | -------------- | -------- |
| болгари          | 7              | 50,0 %   |
| турки            | 7              | 50,0 %   |
| цигани           | 0              | 0 %      |
| інша             | 0              | 0 %      |
| не визначились   | 0              | 0 %      |
| Всього відповіли | 14             |          |

Розподіл населення за віком у 2011 році:
Динаміка населення: